# Hafnir

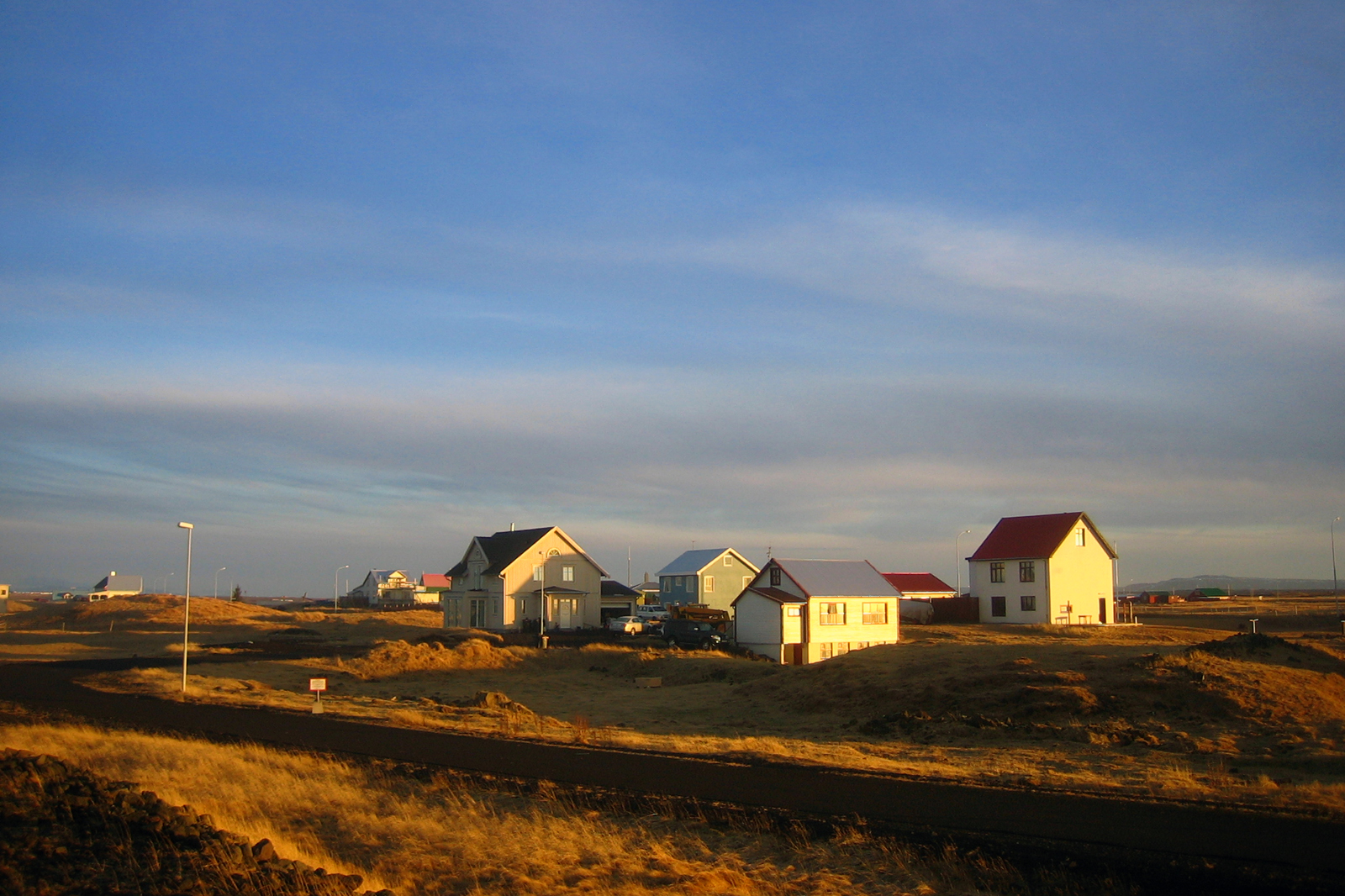
Hafnir

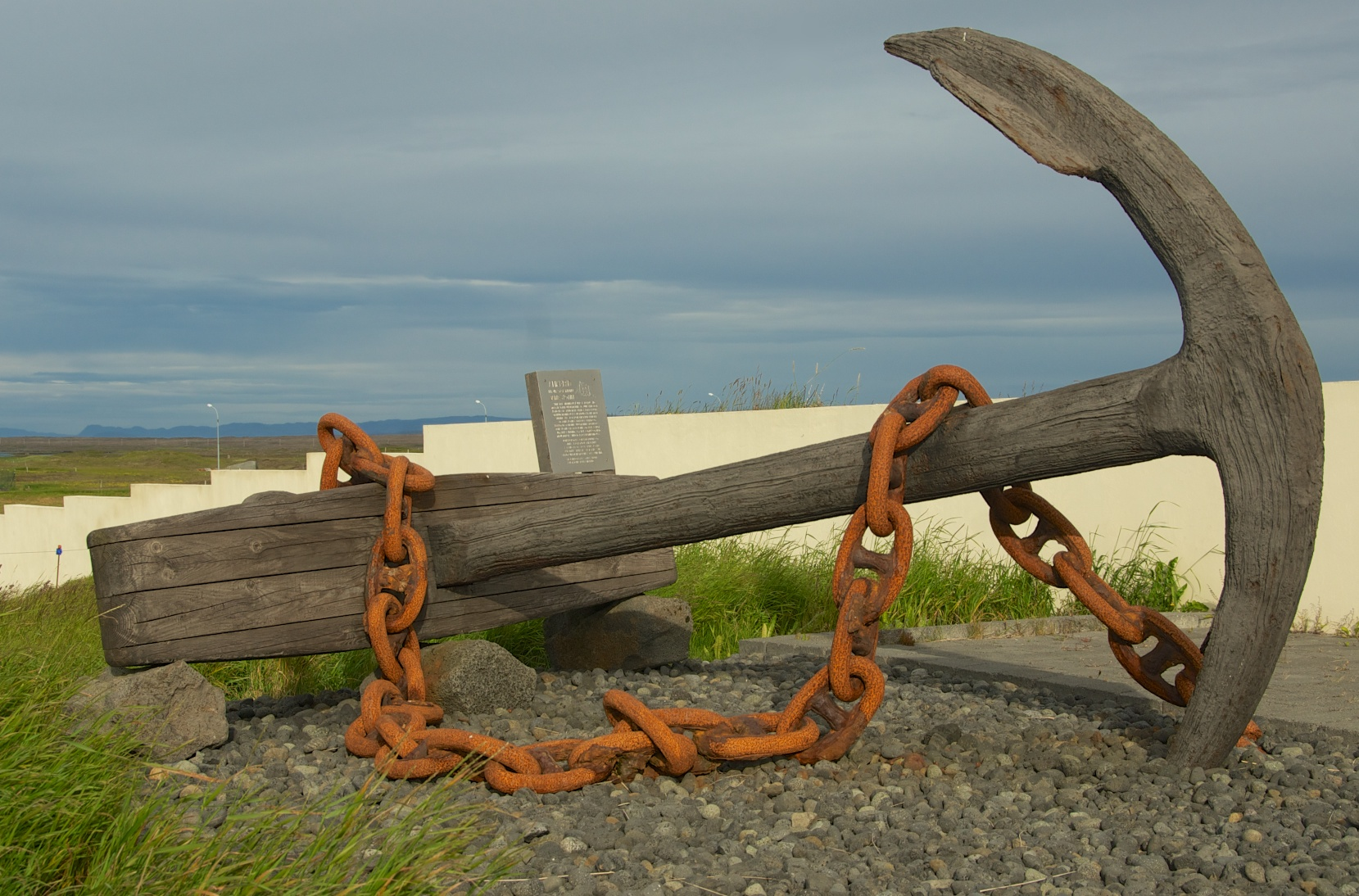
El ancla del Jamestown en la iglesia de Hafnir.

Hafnir es un poblado en el suroeste de Islandia, en la región de Suðurnes.

## Ubicación y administración
Se encuentra en la península de Reykjanes y tiene 109 habitantes (según el censo de 2011). 
En 1995 se unió con Njarðvík y Keflavík para formar el municipio de Reykjanesbær, que tiene una población de 13.971 habitantes (2011).

## Historia
Una vivienda en Hafnir abandonada entre 770 y 880 brinda la primera evidencia arqueológica conocida de un asentamiento en la isla.
En 1881, el barco estadounidense Jamestown fue encallado en Hafnir sin nadie a bordo. En la actualidad, el ancla de la nave se encuentra cerca de la iglesia de la localidad.
Hafnir se encuentra en el condado histórico de Gullbringusýsla.

## Cultura
En 2003 fueron excavados los cimientos de una casa comunal que mide 18 metros de largura y 8 metros de anchura, construida en la época de los vikingos en el siglo IX. Se puede visitar ese lugar histórico (Landnámsbær) cerca de la iglesia Kirkjuvogskirkja. Es una iglesia de madera construida entre 1860 y 1861 y se trata de la iglesia más antigua de la península Suðurnes.